# 파총
파총(把摠/把总)은 한국과 중국에서 사용하던 관직이다. 한국에서는 조선 때 임진왜란 동안 군사 조직을 제조직하면서 설치되었으며, 군영에 중간 지휘관으로 종4품 무관직이었다.